# Basketball under sommer-OL 2008
Basketball under sommer-OL 2008 blev spillet i perioden 9. til 24. august. Der var under legene en turnering med 12 hold for mænd og en med 12 hold for kvinder. Basketball har været fast på OL-programmet siden 1936.
USA vandt turneringen for både mænd og kvinder. Hos mændene vandt Spanien sølv og Argentina bronze, mens det hos kvinderne var Australien, der vandt sølv, og Rusland bronze.

## Medaljer
| Boksning under sommer-OL 2008 | Boksning under sommer-OL 2008 | Boksning under sommer-OL 2008 | Boksning under sommer-OL 2008 | Boksning under sommer-OL 2008 | Boksning under sommer-OL 2008 |
| ----------------------------- | ----------------------------- | ----------------------------- | ----------------------------- | ----------------------------- | ----------------------------- |
| Plads                         | Land                          | Guld                          | Sølv                          | Bronze                        | Totalt                        |
| 1.                            | USA                           | 2                             |                               |                               | 2                             |
| 2.                            | Australien                    |                               | 1                             |                               | 1                             |
| 2.                            | Spanien                       |                               | 1                             |                               | 1                             |
| 4.                            | Argentina                     |                               |                               | 1                             | 1                             |
| 4.                            | Rusland                       |                               |                               | 1                             | 1                             |

## Mænd

### Indledende runde
De fire bedste hold fra hver gruppe kvalificerede sig til kvartfinalerne.

### Gruppe A
| Team       | Sp | V | T | Pts |
| ---------- | -- | - | - | --- |
| Litauen    | 5  | 5 | 0 | 10  |
| Argentina  | 5  | 4 | 1 | 9   |
| Australien | 5  | 3 | 2 | 8   |
| Kroatien   | 5  | 3 | 2 | 8   |
| Rusland    | 4  | 1 | 3 | 5   |
| Iran       | 5  | 0 | 5 | 5   |

| 10. august |        |            |
| Rusland    | 71–49  | Iran       |
| Litauen    | 79–75  | Argentina  |
| Australien | 82–97  | Kroatien   |
| 12. august |        |            |
| Iran       | 67–99  | Litauen    |
| Kroatien   | 85–78  | Rusland    |
| Argentina  | 85–68  | Australien |
| 14. august |        |            |
| Australien | 106–68 | Iran       |
| Litauen    | 86–79  | Rusland    |
| Argentina  | 77–53  | Kroatien   |
| 16. august |        |            |
| Rusland    | 80–95  | Australien |
| Kroatien   | 73–86  | Litauen    |
| Iran       | 82–97  | Argentina  |
| 18. august |        |            |
| Iran       | 57–91  | Kroatien   |
| Australien | 106–75 | Litauen    |
| Argentina  | 91–79  | Rusland    |

### Gruppe B
| Team       | Sp | V | T | Pts |
| ---------- | -- | - | - | --- |
| USA        | 5  | 5 | 0 | 10  |
| Spanien    | 5  | 4 | 1 | 9   |
| Grækenland | 5  | 3 | 2 | 8   |
| Kina       | 5  | 2 | 3 | 7   |
| Tyskland   | 5  | 1 | 4 | 6   |
| Angola     | 5  | 0 | 5 | 5   |

| 10. august |        |            |
| Tyskland   | 95–66  | Angola     |
| Spanien    | 81–66  | Grækenland |
| USA        | 101–90 | Kina       |
| 12. august |        |            |
| Tyskland   | 64–87  | Grækenland |
| Kina       | 75–85  | Spanien    |
| Angola     | 76–97  | USA        |
| 14. august |        |            |
| Tyskland   | 59–72  | Spanien    |
| Angola     | 68–85  | Kina       |
| USA        | 92–62  | Grækenland |
| 16. august |        |            |
| Grækenland | 102–61 | Angola     |
| Kina       | 59–55  | Tyskland   |
| Spanien    | 82–119 | USA        |
| 18. august |        |            |
| Grækenland | 91–77  | Kina       |
| Angola     | 50–98  | Spanien    |
| USA        | 106–57 | Tyskland   |

## Mændenes kvartfinaler
| 20. august |        |            |
| Spanien    | 72–59  | Kroatien   |
| Litauen    | 94–68  | Kina       |
| USA        | 116–85 | Australien |
| Argentina  | 80–78  | Grækenland |

## Mændenes semifinaler
| 22. august |        |         |
| Spanien    | 91–86  | Litauen |
| Argentina  | 81–101 | USA     |

## Bronzekamp
| 24. august |       |           |
| Litauen    | 75–87 | Argentina |

## Finale
| 24. august |         |     |
| Spanien    | 107–118 | USA |

## Medaljer
| OL 2008 | Land      |
| ------- | --------- |
| Guld    | USA       |
| Sølv    | Spanien   |
| Bronze  | Argentina |

## Kvinder

### Indledende runde
De fire bedste hold fra hver gruppe kvalificerede sig til kvartfinalerne.

### Gruppe A
| Team         | Sp | V | T | Pts |
| ------------ | -- | - | - | --- |
| Australien   | 5  | 5 | 0 | 10  |
| Rusland      | 5  | 4 | 1 | 9   |
| Hviderusland | 5  | 2 | 3 | 7   |
| Korea        | 5  | 2 | 3 | 7   |
| Letland      | 5  | 1 | 4 | 6   |
| Brasilien    | 5  | 1 | 4 | 5   |

| 9. august    |       |              |
| Hviderusland | 64–83 | Australien   |
| Korea        | 68–62 | ' Brasilien  |
| Letland      | 57–62 | Rusland      |
| 11. august   |       |              |
| Korea        | 72–77 | Rusland      |
| Letland      | 57–80 | Hviderusland |
| Australien   | 80–65 | Brasilien    |
| 13. august   |       |              |
| Hviderusland | 65–71 | Rusland      |
| Brasilien    | 78–79 | Letland      |
| Korea        | 62–90 | Australien   |
| 15. august   |       |              |
| Letland      | 73–96 | Australien   |
| Rusland      | 74–64 | Brasilien    |
| Korea        | 53–63 | Hviderusland |
| 17. august   |       |              |
| Australien   | 75–55 | Rusland      |
| Korea        | 72–68 | Letland      |
| Brasilien    | 68–53 | Hviderusland |

### Gruppe B
| Team        | Sp | V | T | Pts |
| ----------- | -- | - | - | --- |
| USA         | 5  | 5 | 0 | 10  |
| Kina        | 5  | 4 | 1 | 9   |
| Spanien     | 5  | 3 | 2 | 8   |
| Tjekkiet    | 5  | 2 | 3 | 7   |
| New Zealand | 5  | 1 | 4 | 6   |
| Mali        | 5  | 0 | 5 | 4   |

| 9. august   |        |             |
| Mali        | 72–76  | New Zealand |
| Kina        | 67–64  | Spanien     |
| Tjekkiet    | 57–97  | USA         |
| 11. august  |        |             |
| New Zealand | 62–85  | Spanien     |
| Tjekkiet    | 81–47  | Mali        |
| Kina        | 63–108 | USA         |
| 13. august  |        |             |
| Spanien     | 74–55  | Tjekkiet    |
| Kina        | 80–63  | New Zealand |
| Mali        | 41–97  | USA         |
| 15. august  |        |             |
| Tjekkiet    | 90–59  | New Zealand |
| Kina        | 69–42  | Mali        |
| USA         | 93–55  | Spanien     |
| 17. august  |        |             |
| Mali        | 47–79  | Spanien     |
| Kina        | 79–63  | Tjekkiet    |
| New Zealand | 60–96  | USA         |

## Kvindernes kvartfinaler
| 19. august |        |              |
| Kina       | 77–63  | Hviderusland |
| Australien | 79–46  | Tjekkiet     |
| USA        | 104–60 | Korea        |
| Rusland    | 84–65  | Spanien      |

## Kvindernes semifinaler
| 21. august |       |            |
| Rusland    | 52–67 | USA        |
| Kina       | 56–90 | Australien |

## Kvindernes bronzekamp
| 23. august |       |      |
| Rusland    | 94–81 | Kina |

## Kvindernes finale
| 23. august |       |            |
| USA        | 92–65 | Australien |

## Medaljer
| OL 2008 | Land       |
| ------- | ---------- |
| Guld    | USA        |
| Sølv    | Australien |
| Bronze  | Rusland    |

## Medaljevindere
| Øvelse  | Guld | Sølv | Bronze |
| ------- | --- | --- | --- |
| Mænd    | USA (USA) · Carlos Boozer · Chris Bosh · Kobe Bryant · Dwight Howard · LeBron James · Jason Kidd · Deron Williams · Tayshaun Prince · Michael Redd · Dwyane Wade · Chris Paul · Carmelo Anthony ·                 | Spanien (ESP) · José Calderón · Rudy Fernández · Jorge Garbajosa · Marc Gasol · Pau Gasol · Carlos Jiménez · Raúl López · Álex Mumbrú · Juan Carlos Navarro · Felipe Reyes · Berni Rodríguez · Ricky Rubio ·        | Argentina (ARG) · Carlos Delfino · Manu Ginóbili · Román González · Juan Pedro Gutiérrez · Leonardo Gutiérrez · Federico Kammerichs · Andrés Nocioni · Fabricio Oberto · Pablo Prigioni · Antonio Porta · Paolo Quinteros · Luis Scola ·           |
| Kvinder | USA (USA) · Seimone Augustus · Sue Bird · Tamika Catchings · Sylvia Fowles · Kara Lawson · Lisa Leslie · DeLisha Milton-Jones · Candace Parker · Cappie Pondexter · Katie Smith · Diana Taurasi · Tina Thompson · | Australien (AUS) · Suzy Batkovic · Tully Bevilaqua · Rohanee Cox · Hollie Grima · Kristi Harrower · Lauren Jackson · Erin Phillips · Emma Randall · Jenni Screen · Belinda Snell · Laura Summerton · Penny Taylor · | Rusland (RUS) · Svetlana Abrosimova · Becky Hammon · Marina Karpunina · Ilona Korstin · Marina Kuzina · Ekaterina Lisina · Irina Osipova · Oxana Rakhmatulina · Tatiana Shchegoleva · Irina Sokolovskaya · Maria Stepanova · Natalia Vodopyanova · |